# Be Like the River
Be Like the River ist das zweite Studioalbum der neuseeländischen Alternative-Metal-Band Devilskin. Es wurde am 11. November 2016 über Rodeostar veröffentlicht und erreichte Platz eins der neuseeländischen Albumcharts. Im Juli 2017 wurde das Album in Neuseeland mit einer Goldenen Schallplatte ausgezeichnet.

## Entstehung
Die Band begann bereits nach der Veröffentlichung des Debütalbums We Rise mit der Arbeit am neuen Album. Darüber hinaus griffen die Musiker noch auf ältere Ideen zurück, wie zum Beispiel das Lied We Rise, das eigentlich das Titellied des Debütalbums werden sollte, aber es dann doch nicht auf das Album schaffte. Devilskin wollten erneut mit dem Produzenten Clint Murphy zusammenarbeiten. Da dieser zwischenzeitlich von Neuseeland nach England umgezogen war buchte die Band im Frühjahr 2016 eine kleine Europatournee um den Studioaufenthalt herum. Jennie Skulander war zu diesem Zeitpunkt schwanger.
Sämtliche Titel des Albums wurden von der Band geschrieben, wobei Produzent Clint Murphy sich bei den Titeln Believe in Me, Bury Me, Grave, House 13, Limbs und Pray beim Songwriting beteiligte. Insgesamt erstellte die Band Demos mit 30 Liedern, von denen elf für das Album verwendet wurden. Aufgenommen wurde das Album in England in den Modern World Studios in Tetbury sowie in den Dean Street Studios in London. Clint Murphy übernahm außerdem das abmischen von Be Like the River, während Ryan Smith das Mastering übernahm. Das Albumcover wurde von Barney Bewick entworfen. Für die Lieder Pray, Mountains, Voices und Believe in Me wurden Musikvideos gedreht.

## Hintergrund
Laut dem Bassisten Paul Martin ist Hoffnung in der Dunkelheit das Oberthema der 13 Lieder des Albums. Es sei aber kein Konzeptalbum. Der Albumtitel stammt aus dem gleichnamigen Lied, das es allerdings nicht auf das Album geschafft hat. Der Titel soll ausdrücken, dass man sich selbst treu bleiben und nie die Kraft verlieren soll, gegen alle Widerstände die Dinge durchzuziehen, an die man selbst glaubt. Darüber hinaus steht der Titel für Beharrlichkeit und Entschlossenheit. Das Albumcover zeigt das Maskottchen der Band, einen Totenkopf namens Jonny, in Stein gemeißelt. Das Maskottchen stellt einen Canyon dar, durch den Wasser strömt.

„Das Bild passt zur Geschichte unserer Reise. Das Wasser zerbricht alle Hindernisse um seiner Bestimmung nachzukommen. Stärke, Entschlossenheit, Hingabe.“

Mit dem Lied Voices bedankt sich die Band bei ihren Fans für ihre Unterstützung. Skullander bezeichnet die Anhänger der Band als Armee mit lauten Stimmen. In dem Lied Animal geht es darum, standhaft und befähigend zu sein und an sich selbst zu glauben.

## Rezeption
Für Matthias Weckmann vom deutschen Magazin Metal Hammer haben Devilskin ihr neues Material „noch deutlicher auf ihre beeindruckende Frontfrau abgestimmt“, die er als „eine der aktuell aufregendsten Frauenstimmen im Rockbereich“ bezeichnete. Da allerdings noch „die ganz großen Hits und die Stadionhymnen fehlen“ vergab Weckmann fünf von sieben Punkten. Laut Peter Kubaschk vom Onlinemagazin Powermetal.de wirkt das neue Album „runder, ausgereifter und homogener“ als das Debütwerk. Mit Jennie Skullander hat die Band „ein Ass im Ärmel“ und diesen „Trumpf würde die Band sehr souverän ausspielen“. Kubaschk vergab acht von zehn Punkten. Kritischer zeigte sich Philipp Gravenhorst vom Onlinemagazin Metal.de. Zwar mache die Band mit ihrer stilistischen Vielfalt neugierig, allerdings vermöge sie dies nicht zu nutzen und liefere Songs ab, „die am Hörer vorbei gehen“. Da das Album auf ihn „eher wie eine Platte von einer besseren Vorband“ wirke, vergab Gravenhorst fünf von zehn Punkten.